# Conopophaga
Conopophaga es un género de aves paseriformes perteneciente a la familia Conopophagidae que agrupa a especies nativas de América del Sur, donde se distribuyen fragmentadamente desde el oeste de Colombia hasta el sur de Bolivia y desde las Guayanas hasta el sureste de Brasil, Uruguay y noreste de Argentina. Son denominados comúnmente jejeneros y también toco tocos o zumbadores

## Etimología
El nombre genérico femenino «Conopophaga» se compone de las palabras del griego «κωνωψ kōnōps, κωνωπος kōnōpos» que significa ‘jején’, y «φαγος phagos» que significa ‘comer’.

## Características
Las especies de este género son aves pequeñas, miden entre 11,5 y 14,5 cm de longitud, de silueta redondeada y postura vertical. Tienen las alas cortas y redondeadas y la cola corta. Sus patas son relativamente largas y su pico es aplanado. Casi todos presentan penachos de plumas blancas detrás de los ojos, desplegados cuando están agitados. Presentan dimorfismo sexual, con varias tonalidades de pardo, rufo, oliva, blanco, gris y negro que es el color dominante. El plumaje de los machos suele ser más llamativo. No son particularmente vocales.
Habitan en bosques húmedos y selvas, la mayoría de las especies en la cuenca del Amazonas, la Mata atlántica y la pendiente oriental de los Andes, en zonas de denso sotobosque y bambuzales. Son generalmente encontrados cerca del suelo, permaneciendo encaramados a alrededor de 1,5 m de altura, y bajando al suelo con frecuencia para alimentarse.
Son insectívoros, como su nombre común indica (el jején es un díptero sudamericano).

## Lista de especies
Según la secuencia linear de los géneros adoptada por el Comité de Clasificación de Sudamérica (SACC), siguiendo los estudios de filogenia molecular de Batalha-Filho et al (2014) y según las clasificaciones del Congreso Ornitológico Internacional y eBirds/Clements checklist, el género agrupa a las siguientes especies con el respectivo nombre popular de acuerdo con la Sociedad Española de Ornitología (SEO):
| Imagen | Nombre científico        | Autor                        | Nombre común           | Estado de conservación | Distribución |
| ------ | ------------------------ | ---------------------------- | ---------------------- | ---------------------- | ------------ |
|        | Conopophaga melanogaster | (Ménétries, 1835)            | jejenero ventrinegro   | LC                     |              |
|        | Conopophaga melanops     | (Vieillot, 1818)             | jejenero carinegro     | LC                     |              |
|        | Conopophaga aurita       | (Gmelin, 1789)               | jejenero orejudo       | LC                     |              |
|        | Conopophaga snethlageae  | Berlepsch, 1912              | jejenero de Snethlage  | LC                     |              |
|        | Conopophaga peruviana    | (Des Murs, 1856)             | jejenero peruano       | LC                     |              |
|        | Conopophaga cearae       | Cory, 1916                   | jejenero cearense      | LC                     |              |
|        | Conopophaga roberti      | (Hellmayr, 1905)             | jejenero encapuchado   | LC                     |              |
|        | Conopophaga lineata      | (Wied-Neuwied, 1831)         | jejenero rojizo        | LC                     |              |
|        | Conopophaga castaneiceps | (P.L. Sclater, 1857)         | jejenero coronicastaño | LC                     |              |
|        | Conopophaga ardesiaca    | (Orbigny y Lafresnaye, 1837) | jejenero pizarroso     | LC                     |              |

## Taxonomía
La secuencia linear y las relaciones entre las especies del presente género fueron recientemente revisadas por el SACC, de acuerdo a los estudios de filogenia molecular de Batalha-Filho et al (2014), que concluyó que C. melanogaster está hermanada a todo el resto del género.
La especie C. cearae hasta recientemente fue tratada como una subespecie de C. lineata, pero ya se sugería que podrían ser especies diferentes debido a las diferencias vocales, lo que fue plenamente confirmado por los estudios de filogenia molecular de Batalha-Filho et al (2014) que demostraron que la especie no está cercanamente emparentada con C. lineata y si mucho más próxima a C. peruviana. La separación fue aprobada en la Propuesta N° 684 al SACC,
La especie C. snethlageae hasta recientemente fue tratada como una subespecie de C. aurita, pero fue separada con base principalmente en las diferencias vocales y morfológicas, lo que fue seguido por las principales clasificaciones.